# メルバーン子爵
メルバーン子爵（英: Viscount Melbourne）は、かつて存在したイギリスの子爵位。アイルランド貴族。メルボルン子爵やメルボーン子爵と表記されることもある。
サー・ペニストン・ラムが1781年に叙位されたことに始まる。

## 歴史

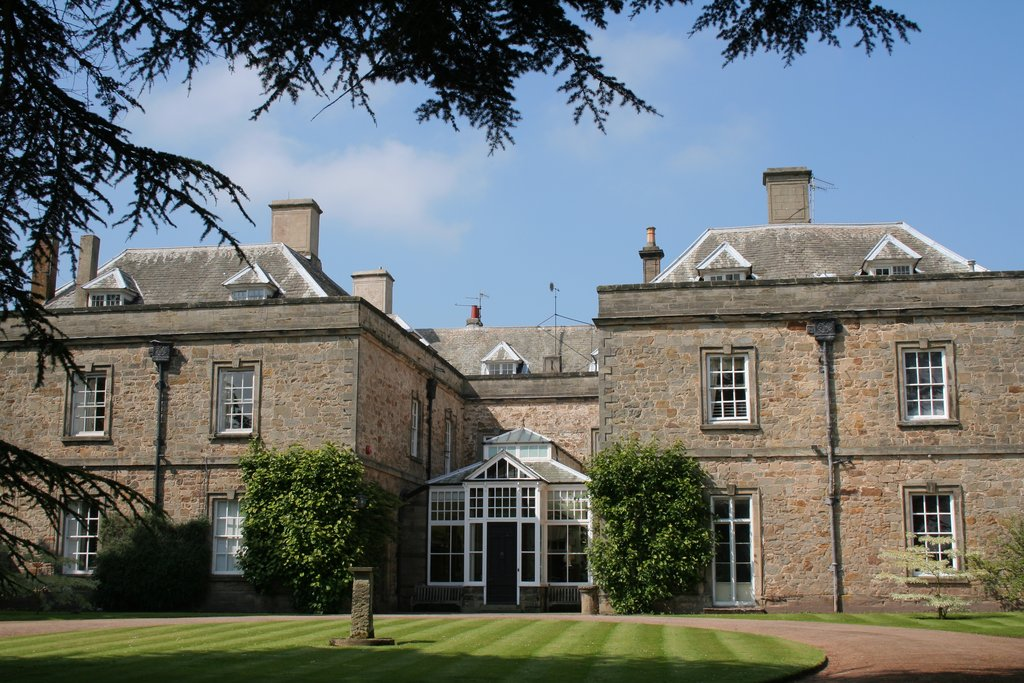
爵位名の由来となったメルバーン・ホール。イングランドのダービーシャーにある

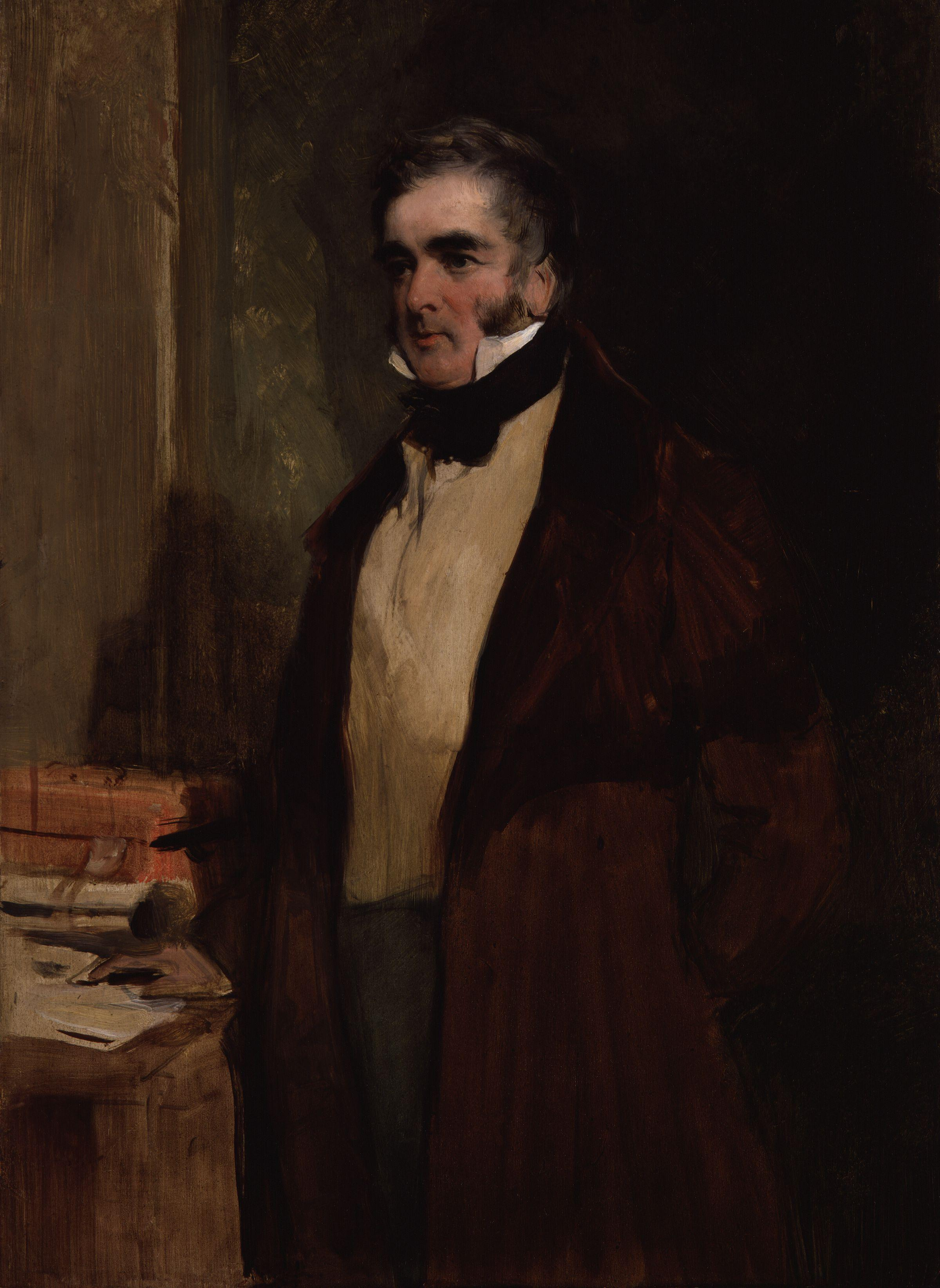
ウィリアム4世とヴィクトリア女王の下でイギリスの首相を務めた第2代メルバーン子爵ウィリアム・ラム。サー・エドウィン・ランドシーア画、ナショナル・ポートレート・ギャラリー蔵。

メルバーン子爵家の祖となったマシュー・ラム(1705-1768)はストックブリッジ選挙区やピーターバラ選挙区選出の庶民院議員を務めたのち、1755年にグレートブリテン準男爵として(ハートフォード州におけるブロケット・ホールの)準男爵(Baronet, of Brocket Hall in the County of Hertford)の称号を与えられた人物である。彼はサー・ジョン・コークの子孫であるシャーロット・コーク嬢と結婚したため、ジョンが建てたメルバーン・ホールはラム家に渡った。
マシューが死去すると、夫妻の子のペニストンが準男爵を継承した。彼も政治家で、初めラジャシャル選挙区選出の、次いでマームズベリー選挙区選出の、さらにニューポート選挙区選出の庶民院議員を務めた。ペニストンは1770年にアイルランド貴族としてキャヴァン県キルモアのメルバーン男爵（Baron Melbourne, of Kilmore, in the County of Cavan)に叙された。彼は続く1781年にはキャバン県キルモアのメルバーン子爵（Viscount Melbourne,of Kilmore in the County of Cavan)に昇叙している。また彼は1815年に連合王国貴族爵位のダービー州メルバーンのメルバーン男爵（Baron Melbourne,of Melbourne, in the County of Derby)に叙されたため、以降の歴代当主は自動的に貴族院の議席を得ることとなった。初代メルバーン子爵の長男であるペニストンは早世したため、次男のウィリアムが2代子爵となった。
2代子爵ウィリアム(1779-1848)はホイッグ党の政治家で、カニング内閣でアイルランド担当大臣を務めたほか、グレイ内閣で内務大臣となり、1834年に首相および貴族院院内総務を歴任した。この時の内閣は短命に終わったが、1835年にウィリアムは再び首相および貴族院院内総務となった。彼の首相としての治績は、死刑の適用範囲の縮小、地方行政改革、救貧法 (1834年)の改正などが挙げられる。なお、オーストラリアのメルボルンは彼にちなんで名づけられた。2代子爵の息子も早世したため、爵位は初代子爵の三男であるフレデリックが相続した。
3代子爵フレデリック(1782-1853)は外交官として活躍し、在バイエルン英国公使、在ポルトガル英国大使および在墺英国大使といった顕職を歴任した。彼は襲爵前の1839年に、連合王国貴族爵位のノッティンガム州ボーヴェイルのボーヴェイル男爵（Baron Beauvale, of Beauvale in the County of Nottingham)に叙されている。
3代子爵は1853年に死去したが、彼には息子がおらず、初代子爵の四男であるジョージ(グレイ内閣で内務政務次官を務めた政治家)も息子のないまますでに死去していたため、これらの爵位は断絶した。

子爵家のかつての邸宅にはダービーシャーに位置するメルボーン・ホールがあった。

## 一覧

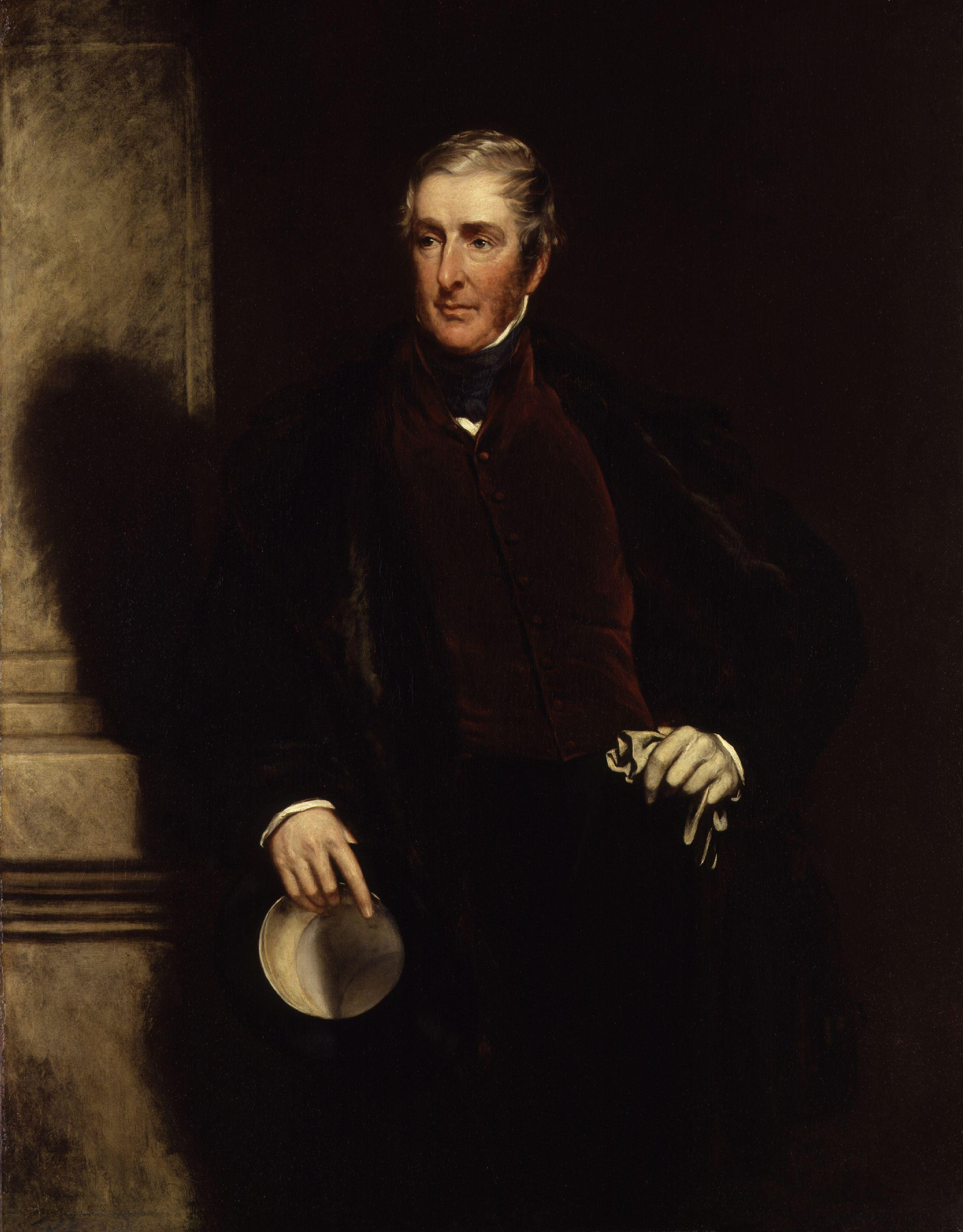
初代ボーヴェイル男爵フレデリック・ラム（後の第3代メルバーン子爵）。1846年、ジョン・パートリッジ（en）画、ナショナル・ポートレート・ギャラリー蔵

### （ブロケット・ホールの）ラム準男爵 （1755年）
- 初代準男爵サー・マシュー・ラム（英語版）  （1705年 - 1768年）
- 第2代準男爵サー・ペニストン・ラム（英語版） （1748年 - 1829年）
  - 1770年、メルバーン男爵に叙位。

### メルバーン男爵 （1770年）
- 初代メルバーン男爵ペニストン・ラム（英語版） （1748年 - 1829年）
  - 1770年、メルバーン子爵に叙位。

### メルバーン子爵 （1781年）
- 初代メルバーン子爵ペニストン・ラム（英語版） （1748年 - 1829年）
- 第2代メルバーン子爵ウィリアム・ラム （1779年 - 1848年）
- 第3代メルバーン子爵フレデリック・ラム（英語版） （1782年 - 1853年）
  - 1853年、断絶。

### ボーヴェイル男爵 （1839年）
- 初代ボーヴェイル男爵フレデリック・ラム（英語版） （1782年 - 1853年）
  - 1848年、メルバーン子爵を相続。